# Paul Mitterer
Pour les articles homonymes, voir Mitterer.
Paul Mitterer, né le 9 novembre 1951, est un ancien skieur alpin autrichien.

## Palmarès

### Coupe du monde
- Meilleur résultat au classement général : 42e en 1970
  - 1 victoire : 1 descente

#### Saison par saison
- Coupe du monde 1970 :
  - Classement général : 42e
    - 1 victoire en descente : Villars-sur-Ollon (B)

### Arlberg-Kandahar
- Meilleur résultat : 24e place dans le slalom 1971 à Mürren